# Pont de La Balme
Le pont de La Balme est un pont en arc franchissant le Rhône entre les communes de Virignin (Ain) et de La Balme (Savoie). C'est un pont routier emprunté par la RD 31A.

## Présentation
Ce pont en arc fut construit en 1946. Il ne compte qu'un seul arc dont la portée est de 64 mètres.
Son constructeur Bollard est également celui du Pont de Langeac en Haute-Loire et celui du Pont de Lucey, sur le Rhône, reliant également le département de l'Ain à celui de la Savoie.